# The last days of mankind
The last days of mankind is een gedicht van de Ierse schrijver Frank McGuinness. De tekst van het gedicht verwijst naar de Eerste Wereldoorlog met zijn verschrikkingen (A million marched into slaughter, millions more were earth and water).
De Amerikaanse componist William Bolcom schreef er een toonzetting bij in 1997. Hij deed dat op verzoek van dirigent Dennis Russell Davies, die samen met Marianne Faithfull een project wilde opzetten. Dat project verdween van tafel. Bolcoms toonzetting bleef het enige resultaat. De stijl van componeren heeft meer weg van de stijl van Alban Berg en Anton Webern dan van Bolcom zelf. 